# Jerzy Godziszewski
Jerzy Godziszewski (ur. 24 kwietnia 1935 w Wilnie, zm. 4 marca 2016 w Bydgoszczy) – polski pianista i pedagog, profesor zwyczajny Akademii Muzycznej im. Feliksa Nowowiejskiego w Bydgoszczy.

## Życiorys
Urodził się 24 kwietnia 1935 w Wilnie. Pochodził z rodziny o tradycjach muzycznych (matka była pianistką). Uczęszczał do Konserwatorium w Wilnie, gdzie uczył się gry na fortepianie. Podczas II wojny światowej, w 1944 opuścił wraz z rodzicami Wilno w ramach przymusowej repatriacji. Początkowo przebywał w Łodzi, a gdy jego ojciec znalazł pracę na Wydziale Sztuk Pięknych Uniwersytetu Mikołaja Kopernika w Toruniu, osiadł w tym mieście. Kontynuował tutaj edukację muzyczną w Państwowej Średniej Szkole Muzycznej w klasie prof. Ireny Kurpisz-Stefanowej, dyrektorki szkoły. We wrześniu 1950 wystąpił na koncercie z orkiestrą filharmonii w Krakowie. Jako absolwent szkoły muzycznej wziął udział w przedwstępnych eliminacjach do V Międzynarodowego Konkursu Chopinowskiego, które odbywały się w Katowicach.
W latach 1952–1955 studiował w Państwowej Wyższej Szkole Muzycznej w Poznaniu pod kierunkiem prof. I. Kurpisz-Stefanowej, a potem u prof. Stanisława Szpinalskiego i prof. Marii Wiłkomirskiej w Państwowej Wyższej Szkole Muzycznej w Warszawie. Dyplom z odznaczeniem warszawskiej uczelni otrzymał w 1960. W tym samym roku został finalistą, zdobywcą II wyróżnienia i nagrody specjalnej, ufundowanej przez Witolda Małcużyńskiego, na VI Międzynarodowym Konkursie Pianistycznym im. Fryderyka Chopina w Warszawie. W nagrodę za to osiągnięcie otrzymał stypendium Ministerstwa Kultury i Sztuki we Włoszech. Koncertował w Polsce, we Francji i Włoszech.
Od 1967 do 1978 pracował w Państwowej Wyższej Szkole Muzycznej we Wrocławiu, prowadząc klasę fortepianu, kolejno jako asystent, wykładowca i starszy wykładowca. Od 1978 prowadził klasę fortepianu w Państwowej Wyższej Szkole Muzycznej w Bydgoszczy. Tutaj w 1988 otrzymał tytuł profesora nadzwyczajnego, a na stopień profesora zwyczajnego został mianowany w 1991.
Prowadził działalność koncertową w kraju i za granicą, występując między innymi na festiwalach pianistycznych. Uprawiał również kameralistykę, jako pianista-akompaniator występował z solistami-instrumentalistami i wokalistami. Dokonał nagrań archiwalnych dla Polskiego Radia, a także nagrał płyty dla Polskich Nagrań, Wifonu, Acte Préalable, Dux oraz Blütner Records. Polskie Radio wydało jego album zawierający wszystkie solowe utwory fortepianowe Karola Szymanowskiego. Nagranie to zostało uznane przez miesięcznik „Studio” Płytą Roku 1998 oraz otrzymało nagrodę Fundacji im. K. Szymanowskiego i polskiego przemysłu fonograficznego „Fryderyki 1998”.
Uczestniczył w jury konkursów międzynarodowych, m.in. konkursu im. K. Szymanowskiego w Łodzi (1983), im. I.J. Paderewskiego w Bydgoszczy oraz konkursu dla młodych pianistów „Arthur Rubinstein in memoriam” w Bydgoszczy. Był członkiem Stowarzyszenia Polskich Artystów Muzyków, Towarzystwa im. Fryderyka Chopina w Warszawie, Towarzystwa im. K. Szymanowskiego w Zakopanem i Towarzystwa Muzycznego im. I.J. Paderewskiego w Bydgoszczy.
27 listopada 2007 Akademia Muzyczna w Bydgoszczy przyznała mu (pierwszy w swojej historii) tytuł doktora honoris causa.
Jerzy Godziszewski został pochowany na Cmentarzu Nowofarnym w Bydgoszczy. W 2024 nazwano jego imieniem ulicę w okolicy budowanej siedziby Akademii Muzycznej w Bydgoszczy.

## Odznaczenia
- Złoty Krzyż Zasługi (1999),
- Nagroda Ministra Kultury i Sztuki (1998)
- Nagroda rektora Akademii Muzycznej w Bydgoszczy.
- Złota Odznaka Stowarzyszenia Polskich Artystów Muzyków[6]
- Medal Kazimierza Wielkiego 22 kwietnia 2015 r.